# Championnats du monde de VTT marathon
Les Championnats du monde de VTT marathon, officiellement Championnats du Monde Mountain Bike Marathon UCI, sont les championnats du monde de cross-country marathon. Ils ont été inaugurés par l'Union cycliste internationale (UCI) en 2003.
L'UCI présente la compétition de cross-country Marathon (XCM) comme le « défi ultime d'endurance en mountain bike », qui « réunit les meilleurs coureurs du monde prêts à affronter des distances de 60 à 160 km de parcours composés de différentes surfaces casse-pattes et de sections techniques et exigeantes ».
Les mondiaux 2023 sont organisés dans le cadre des premiers championnats du monde de cyclisme UCI à Glasgow, qui rassemblent tous les quatre ans treize championnats du monde de cyclisme dans différentes disciplines cyclistes. L'édition 2025 a lieu en Suisse en même temps que les autres disciplines du VTT.

## Lieux des compétitions
| Année | Pays           | Ville              |
| ----- | -------------- | ------------------ |
| 2003  | Suisse         | Lugano             |
| 2004  | Autriche       | Bad Goisern        |
| 2005  | Norvège        | Lillehammer        |
| 2006  | France         | Oisans             |
| 2007  | Belgique       | Verviers           |
| 2008  | Italie         | Villabassa         |
| 2009  | Autriche       | Graz               |
| 2010  | Allemagne      | Saint-Wendel       |
| 2011  | Italie         | Montebelluna       |
| 2012  | France         | Ornans             |
| 2013  | Autriche       | Kirchberg in Tirol |
| 2014  | Afrique du Sud | Pietermaritzburg   |
| 2015  | Italie         | Val Gardena        |

| Année | Pays        | Ville                             |
| ----- | ----------- | --------------------------------- |
| 2016  | France      | Laissac                           |
| 2017  | Allemagne   | Singen                            |
| 2018  | Italie      | Auronzo                           |
| 2019  | Suisse      | Grächen                           |
| 2020  | Turquie     | Sakarya                           |
| 2021  | Italie      | Isola d'Elba                      |
| 2022  | Danemark    | Haderslev                         |
| 2023  | Royaume-Uni | Glentress Forest                  |
| 2024  | États-Unis  | Snowshoe Mountain                 |
| 2025  | Suisse      | Valais                            |
| 2026  | Italie      | Primiero San Martino di Castrozza |
| 2027  | France      | Haute-Savoie                      |

## Palmarès
- Hommes (2003-)
- Femmes (2003-)

## Tableau des médailles
Après l'édition 2024
| Rang | Nation           | Or | Argent | Bronze | Total |
| ---- | ---------------- | -- | ------ | ------ | ----- |
| 1    | Suisse           | 10 | 5      | 10     | 25    |
| 2    | Autriche         | 6  | 6      | 1      | 13    |
| 3    | Danemark         | 6  | 1      | 2      | 9     |
| 4    | Norvège          | 6  | 1      | 1      | 8     |
| 5    | Allemagne        | 2  | 8      | 5      | 15    |
| 6    | Colombie         | 2  | 2      | 3      | 7     |
| 7    | France           | 2  | 1      | 2      | 5     |
| 8    | Belgique         | 2  | 1      | 1      | 4     |
| 9    | Brésil           | 2  | 0      | 0      | 2     |
| 10   | Pologne          | 1  | 3      | 1      | 5     |
| 11   | Tchéquie         | 1  | 3      | 4      | 8     |
| 12   | Portugal         | 1  | 2      | 1      | 4     |
| 13   | Italie           | 1  | 1      | 3      | 5     |
| 14   | Grèce            | 1  | 0      | 0      | 1     |
| 14   | Nouvelle-Zélande | 1  | 0      | 0      | 1     |
| 16   | Grande-Bretagne  | 0  | 3      | 0      | 3     |
| 17   | Pays-Bas         | 0  | 2      | 2      | 4     |
| 18   | Slovénie         | 0  | 2      | 1      | 3     |
| 19   | Afrique du Sud   | 0  | 1      | 3      | 4     |
| 20   | États-Unis       | 0  | 1      | 0      | 1     |
| 20   | Russie           | 0  | 1      | 0      | 1     |
| 22   | Espagne          | 0  | 0      | 2      | 2     |
| 22   | Finlande         | 0  | 0      | 2      | 2     |
|      | Total            | 44 | 44     | 44     | 132   |